# Mistrzostwa Szwecji kobiet w curlingu
Mistrzostwa Szwecji kobiet w curlingu (szwe. Svenska mästerskap i curling för damer), coroczne zawody o tytuł mistrza Szwecji organizowane nieprzerwanie od 1962. W latach 1975-1978 i ponownie od 1986 do 2009 turniej wyłaniał reprezentację kraju na mistrzostwa Europy. Przez 7 lat (1979-1985) mistrzynie Szwecji występowały na mistrzostwach świata. Obecnie reprezentacja na mistrzostwa Europy wybierana jest przez selekcjonera Szwedzkiego Związku Curlingu.

## Mistrzynie Szwecji
| Rok  | Miasto, klub                    | Czwarta                     | Trzecia                     | Druga                  | Otwierająca            |
| ---- | ------------------------------- | --------------------------- | --------------------------- | ---------------------- | ---------------------- |
| 1962 | Sztokholm, CK Sessan            | Ulla Ödlund                 | Liss-Anna Sande             | Karin Ekström          | Margareta Hansson      |
| 1963 | Sztokholm, CK Dockan            | Ewa Öhrman                  | Maj-Britt Eklund            | Marianne Lundquist     | Anna-Stina Forsström   |
| 1964 | Sztokholm, CK Dockan            | Gun Stjernberg              | Birgit Gyllenberg           | Gerd Kastengren        | Birgitta Winquist      |
| 1965 | Sollefteå, Sollefteå CK         | Gertrud Kamp                | Gun Olsson                  | Christina Jeanson      | Britta Lundahl         |
| 1966 | Örebro, Örebro CK               | Sonja Wikström              | Margareta Röhnisch          | Märta Kullendorf       | Gunvor Rydman          |
| 1967 | Sztokholm, CK Pinglan           | Marianne Källén             | Elisabeth Klärre            | Greta Perning          | Maiken Algård          |
| 1968 | Sztokholm, CK Pinglan           | Marianne Källén             | Elisabeth Klärre            | Greta Perning          | Maiken Algård          |
| 1969 | Karlstad, Karlstads CK          | Elisabeth Carlsson          | Margareta Carlsson          | Marie Lindquist        | Marie Sahlström        |
| 1970 | Sundsvall, Sundsvalls CK        | Goldis Berggren             | Barbro Berggren             | Birgitta Jarehov       | Maud Nordlander        |
| 1971 | Sollefteå, Sollefteå CK         | Gertrud Kamp                | Gun Olsson                  | Christina Jeanson      | Iris Nilsson           |
| 1972 | Karlstad, Karlstads CK          | Elisabeth Carlsson          | Margareta Carlsson-Eriksson | Kerstin Järund         | Sonja Ekenberg         |
| 1973 | Sundsvall, Sundsvalls CK        | Gunvor Hamberg              | Maud Nordlander             | Ewa Hallberg           | Birgitta Eriksson      |
| 1974 | Karlstad, Karlstads CK          | Elisabeth Carlsson          | Marie Lindquist             | Kerstin Järund         | Sonja Ekenberg         |
| 1975 | Örebro, Örebro DCK              | Elisabeth Branäs            | Britt-Marie Lundin          | Anne-Marie Ericsson    | Eva Rosenhed           |
| 1976 | Örebro, Örebro DCK              | Elisabeth Branäs            | Eva Rosenhed                | Anne-Marie Ericsson    | Britt-Marie Lundin     |
| 1977 | Örebro, Örebro DCK              | Elisabeth Branäs            | Eva Rosenhed                | Anne-Marie Ericsson    | Siv Persson            |
| 1978 | Norrköping, Norrköpings CK      | Inga Arfwidsson             | Barbro Arfwidsson           | Ingrid Appelquist      | Gunvor Björhäll        |
| 1979 | Sztokholm, Amatörföreningens CK | Birgitta Törn               | Katarina Hultling           | Susanne Gynning-Ödlund | Gunilla Bergman        |
| 1980 | Karlstad, Karlstads CK          | Elisabeth Carlsson-Högström | Carina Olsson               | Birgitta Sewik         | Karin Sjögren          |
| 1981 | Karlstad, Karlstads CK          | Elisabeth Högström          | Carina Olsson               | Birgitta Sewik         | Karin Sjögren          |
| 1982 | Karlstad, Karlstads CK          | Elisabeth Högström          | Katarina Hultling           | Birgitta Sewik         | Karin Sjögren          |
| 1983 | Falun, Falu CC                  | Annelie Burman              | Brita Lindholm              | Katarina Lässker       | Mait Bjurström         |
| 1984 | Danderyd, Stocksunds CK         | Ingrid Thidevall-Meldahl    | Ann-Catrin Kjerr            | Sylvia Malmberg        | Astrid Blomberg        |
| 1985 | Norrköping, Norrköpings CK      | Inga Arfwidsson             | Maud Nordlander             | Ulrika Åkerberg        | Barbro Arfwidsson      |
| 1986 | Karlstad, Karlstads CK          | Elisabeth Högström          | Birgitta Sewik              | Eva Andersson          | Bitte Berg             |
| 1987 | Härnösand, Härnösands CK        | Anette Norberg              | Anna Rindeskog              | Sofie Marmont          | Louise Marmont         |
| 1988 | Karlstad, Karlstads CK          | Elisabeth Högström          | Monika Jansson              | Birgitta Sewik         | Marie Henriksson       |
| 1989 | Härnösand, Härnösands CK        | Anette Norberg              | Anna Rindeskog              | Sofie Marmont          | Louise Marmont         |
| 1990 | Östersund, Frösö-Oden CK        | Lotta Giesenfeld            | Heléna Svensson             | Elisabeth Hansson      | Lena Mårdberg          |
| 1991 | Härnösand, Härnösands CK        | Anette Norberg              | Cathrine Norberg            | Anna Rindeskog         | Helene Granqvist       |
| 1992 | Umeå, Umeå CK                   | Elisabet Johansson          | Katarina Nyberg             | Louise Marmont         | Elisabeth Persson      |
| 1993 | Umeå, Umeå CK                   | Elisabet Johansson          | Katarina Nyberg             | Louise Marmont         | Elisabeth Persson      |
| 1994 | Härnösand, Härnösands CK        | Anette Norberg              | Cathrine Norberg            | Helena Klange          | Helene Granqvist       |
| 1995 | Umeå, Umeå CK                   | Elisabet Gustafson          | Katarina Nyberg             | Louise Marmont         | Elisabeth Persson      |
| 1996 | Umeå, Umeå CK                   | Elisabet Gustafson          | Katarina Nyberg             | Louise Marmont         | Elisabeth Persson      |
| 1997 | Umeå, Umeå CK                   | Elisabet Gustafson          | Katarina Nyberg             | Louise Marmont         | Elisabeth Persson      |
| 1998 | Härnösand, Härnösands CK        | Anette Norberg              | Cathrine Norberg            | Heléna Svensson        | Anna Blom              |
| 1999 | Sveg, Svegs CK                  | Margaretha Lindahl          | Ulrika Bergman              | Anna Bergström         | Mia Zackrisson         |
| 2000 | Umeå, Umeå CK                   | Elisabet Gustafson          | Katarina Nyberg             | Louise Marmont         | Elisabeth Persson      |
| 2001 | Härnösand, Härnösands CK        | Anette Norberg              | Cathrine Norberg            | Eva Lund               | Helena Lingham         |
| 2002 | Umeå, Umeå CK                   | Elisabet Gustafson          | Katarina Nyberg             | Louise Marmont         | Elisabeth Persson      |
| 2003 | Härnösand, Härnösands CK        | Anette Norberg              | Cathrine Norberg            | Eva Lund               | Heléna Lingham         |
| 2004 | Härnösand, Härnösands CK        | Anette Norberg              | Eva Lund                    | Cathrine Norberg       | Anna Bergström         |
| 2005 | Härnösand, Härnösands CK        | Anette Norberg              | Eva Lund                    | Cathrine Lindahl       | Anna Bergström         |
| 2006 | Gävle, CK Granit-Gävle          | Camilla Johansson           | Katarina Nyberg             | Mio Hasselborg         | Elisabeth Persson      |
| 2007 | Härnösand, Härnösands CK        | Anette Norberg              | Eva Lund                    | Cathrine Lindahl       | Anna Svärd             |
| 2008 | Härnösand, Härnösands CK        | Anette Norberg              | Eva Lund                    | Cathrine Lindahl       | Anna Svärd             |
| 2009 | Skellefteå, Skellefteå CK       | Stina Viktorsson            | Christina Bertrup           | Maria Wennerström      | Margaretha Sigfridsson |
| 2010 | Skellefteå, Skellefteå CK       | Stina Viktorsson            | Christina Bertrup           | Maria Wennerström      | Margaretha Sigfridsson |
| 2011 | Sundbyberg, Sundbybergs CK      | Anna Hasselborg             | Sabina Kraupp               | Agnes Knochenhauer     | Zandra Flyg            |
| 2012 | Skellefteå, Skellefteå CK       | Maria Prytz                 | Christina Bertrup           | Maria Wennerström      | Margaretha Sigfridsson |
| 2013 | Skellefteå, Skellefteå CK       | Maria Prytz                 | Christina Bertrup           | Maria Wennerström      | Margaretha Sigfridsson |
| 2014 | Sundbyberg, Sundbybergs CK      | Anna Hasselborg             | Karin Rudström              | Agnes Knochenhauer     | Zandra Flyg            |
| 2015 | Karlstad, Karlstads CK          | Cecilia Östlund             | Sabina Kraupp               | Sara Carlsson          | Paulina Stein          |